# Get Up (NewJeans)
Get Up è il secondo EP del gruppo sudcoreano NewJeans, pubblicato il 21 luglio 2023.
Ha raggiunto la vetta della classifica Billboard 200 degli Stati Uniti e la top cinque in Canada, Francia, Giappone e Nuova Zelanda.

## Tracce
1. New Jeans – 1:48 (testo: Gigi, Erika de Casier, Fine Glindvad Jensen, Haerin – musica: Park Jin-su, Frankie Scoca, Erika de Casier, Fine Glindvad Jensen)
2. Super Shy – 2:34 (testo: Gigi, Kim Dong-hyun, Erika de Casier, Kristine Bogan, Danielle – musica: Frankie Scoca, Erika de Casier, Kristine Bogan)
3. ETA – 2:31 (testo: Lim Sung-bin, Gigi, Ylva Dimberg – musica: 250, Yila Dimberg)
4. Cool with You – 2:27 (testo: Gigi, Kim Dong-hyun, Erika de Casier, Fine Glindvad Jensen, Danielle – musica: Park Jin-su, Frankie Scoca, Erika de Casier, Fine Glindvad Jensen)
5. Get Up – 0:36 (testo: Freekind – musica: 250, Freekind)
6. ASAP – 2:14 (testo: Gigi, Erika de Casier, Fine Glindvad Jensen, Catharina Stoltenberg, Henriette Motzfeldt, Danielle – musica: 250, Catharina Stoltenberg, Henriette Motzfeldt, Erika de Casier, Fine Glindvad Jensen)